# Erhard Reuwich
Erhard Reuwich (Holandês: Reeuwijk) foi um pintor holandês, criador de xilogravuras e impressor, que veio de Utrecht, mas trabalhou em Mogúncia. Suas datas de nascimento e morte são desconhecidas, mas ele estava vivo pelos anos de 1480.
Erhard veio de uma família de pintores em Utrecht, e seu pai pode ter sido Hildebrand Reuwich, que era chefe de uma guilda de pintores na cidade em 1470. Viajou em peregrinação para Jerusalém, o que o fez criar sua mais importante obra. Tem sido sugerido que ele é, na verdade, o Mestre de Housebook, mas isso não é amplamente aceito. 

## Peregrinatio in terram sanctam
O Peregrinatio in terram sanctam ou Sanctae Peregrinationes, um incunábulo que relata uma peregrinação a Jerusalém, por Bernhard von Breydenbach, foi publicado em 1486, com ilustrações de Reuwich. Breydenbach era um rico cônego da Catedral de Mogúncia, que fez a peregrinação entre 1483-4, levando com ele, como o livro diz, "Erhard Reuwich de Utrecht", "um habilidoso artista", para que fizesse as ilustrações dos locais visitados. Breydenbach tornou-se deão da Catedral logo após sua volta. O grupo também incluía dois amigos, um cavaleiro, e um cozinheiro. 
Partindo em Abril de 1483 e chegando em Janeiro de 1484, eles viajaram por Veneza, Corfu, Modon, Rodes, Jerusalém e Belém. Visitaram muitos locais sagrados na Terra Santa, tais como o Monte Sinai. Passaram também pelo Cairo e Rashid. 
O Sanctae Peregrinationes, ou Peregrinatio in terram sanctam, foi o primeiro livro de viagens ilustrado e marcou a história dos livros de ilustrações. Tinha cinco xilogravuras dobráveis, as primeiras vistas no Ocidente, incluindo imagens panorâmicas de Veneza e Jerusalém, mapas da Palestina e do Egito, estudos sobre os costumes do Oriente Médio, um alfabeto em árabe e desenhos de animais vistos na viagem. O livro foi um bestseller e teve treze reimpressões em três décadas, inclusive na França e na Espanha.